# 5 x Kalle
5 x Kalle (ISBN 91-7706-706-1) är en svensk inbunden bok på 184 sidor, innehållande italienska Disneyserier av samma typ som finns i Kalle Ankas Pocket. Boken gavs ut på Richters förlag 1989 och är en svensk översättning av en italiensk utgåva, Paperino Made in Italy, från 1986. Serierna i boken, som är översatt av Stefan Diös, presenteras som "särskild utvalda" serier från "fem av de duktigaste tecknarna" av italienska Kalle Anka-serier: Giovan Battista Carpi, Giorgio Cavazzano, Francesc Bargadà, Guido Scala och Giulio Chierchini. Var och en av de fem presenteras också i kortare biografier, skrivna av den italienske serievetaren Franco Fossati.
5 x Kalle var den första svenska Disneypublikation, undantagit de s.k. "Guldböckerna", som nämnde upphovsmän för serierna - dock anges enbart tecknarna, inte manusförfattarna.
Bokens fem serier publicerades ursprungligen i en kortlivad italiensk albumserie, Topolino Più, som kom ut med 10 utgåvor under åren 1983 till 1984. Fyra av utgåvorna innehöll Musse Pigg-serier, medan de sex övriga bestod av serier med Kalle Anka i huvudrollen. Den sjätte Kalle serien, "Saracenernas natt" av Marco Rota, publicerades på svenska redan 1987, i seriealbumet Kalle Anka och Orientens mystik. De fyra Musse-serierna har inte publicerats på svenska.

## Innehåll
| Serie                           | Originaltitel                                 | Tecknare                                      | Författare        | Kod       |
| ------------------------------- | --------------------------------------------- | --------------------------------------------- | ----------------- | --------- |
| Kalle Anka på planeten Femilion | Paperino e il pianeta Esalion                 | Giovan Battista Carpi                         | Carlo Chendi      | I TP 7-1  |
| Järnhårda hjärnspöken           | Zio Paperone in un caso davvero imprevedibile | Giorgio Cavazzano & Sandro Zemolin (tuschare) | Rudy Salvagnini   | I TP 1-1  |
| Ett exempellöst exempel         | Paperino e l'operazione F                     | Francesc Bargadà                              | Francesc Bargadà  | I TP 10-1 |
| Strålande affärer               | Zio Paperone e il raggio anticiclone          | Guido Scala                                   | Guido Scala       | I TP 4-1  |
| Kalle Flugfnatt                 | Papermosca e i Lanzichenotti                  | Giulio Chierchini                             | Giulio Chierchini | I TP 5-1  |